# 三原葉子
三原 葉子（みはら ようこ、1933年1月10日 - 2013年7月1日）は、日本の女優である。現役当時の公称サイズは身長162cm, 体重52kgであった。本名は藤原 正子（ふじわら まさこ）。

## 来歴
1933年（昭和8年）1月10日、岩手県盛岡市鉈屋町に生まれる。生家は毛皮商で、盛岡市立盛岡第一高等女学校（現在の盛岡市立高等学校）を卒業する。
1951年（昭和26年）10月、新東宝に「第一期スターレット」として入社する。翌1952年（昭和27年）、『風雲七化け峠』（並木鏡太郎監督）で銀幕デビュー。1957年（昭和32年）、石井輝男監督『肉体女優殺し 五人の犯罪者』でストリッパー役に起用され、その肉体美と演技で人気を博す。1958年（昭和33年）、『人喰海女』で初主演。以後、新東宝のセクシー路線のトップスターとしてなった。
1961年（昭和36年）10月、新東宝が倒産すると第一協団に所属。以降はフリーランスとして東映を中心に活躍した。映画の出演は遊びで、当時の本業は不動産で大儲けしていたといわれる。墓所は盛岡市東顕寺。

## 人物・エピソード
新東宝では、大蔵貢社長の企画第一主義に則ったエロ・グロ路線の中心的ヴァンプ女優として活躍した。
昭和27年の『風雲七化け峠』（並木鏡太郎監督）でデビュー。この作品では全裸で川に入る場面があった。共演した嵐寛寿郎は、「ほんまに切れるような岩清水に裸で入りよったんです。人が来てアッと立ち上がる、胸一杯に乳が隠しきれません。ボロッとこぼれかかった、本人それどころやない、もう血の気がひいとる。よう演りました三原葉子」とこのときの様子を語っている。このデビュー映画はヒットとなり、日本の女優には珍しいグラマーとして話題となる。
昭和35年の『女王蜂と大学の竜』（石井輝男監督）で、三原と共演した嵐寛寿郎によると、「ちょっとふとめや、グラマーがゆきすぎてデブ子になってしもうた、それが悩みの種でサラダしか食わん」とのことで、グラマー女優として知られた裏にも苦労があったようである。
劇中では気の強い役だったが、これも嵐寛寿郎によると「役柄とはまるで逆でやさしい、よう気のつく子」だったそうで、真夏の撮影だったこの作品で、大スターの嵐のそばにつきっきりで汗をかくとさっと拭いてくれたという。「自分の出番が終わってもまるで実の娘のように世話を焼いてくれる、これにも惚れました」と語っている。

## おもな出演作品

### 映画
- 風雲七化け峠（1952年、新東宝）
- 東京のえくぼ（1952年、新東宝）
- 一等女房と三等亭主（1953年、新東宝）
- 恐怖のカービン銃（1954年、新東宝）
- 青春怪談（1955年、新東宝）
- 風流交番日記（1955年、新東宝）
- 人形佐七捕物帖 妖艶六死美人（1956年、新東宝）
- 肉体女優殺し 五人の犯罪者（1957年、新東宝）
- 女体桟橋（1958年、新東宝）
- 憲兵と幽霊（1958年、新東宝）
- 人喰海女（1958年、新東宝）
- 女王蜂の怒り（1958年、新東宝）
- 女王蜂（1958年、新東宝）
- 白線秘密地帯（1958年、新東宝）
- ヌードモデル殺人事件（1958年、新東宝）
- 色競べ五人女（1958年、新東宝）
- スター毒殺事件（1958年、新東宝）
- 消えた私立探偵（1958年、新東宝）
- 女吸血鬼（1959年、新東宝）
- 女間諜暁の挑戦（1959年、新東宝）
- 海女の化物屋敷（1959年、新東宝）
- 猛吹雪の死闘（1959年、新東宝）
- 九十九本目の生娘（1959年、新東宝）
- 黒線地帯（1959年、新東宝）
- 女王蜂と大学の竜（1960年、新東宝）
- 黄線地帯（1960年、新東宝）
- 女巌窟王（1960年、新東宝）
- 女体渦巻島（1960年、新東宝）
- 黄線地帯 イエローライン（1960年、新東宝）
- 女奴隷船（1960年、新東宝）
- 肉体の野獣（1960年、新東宝）
- 拳銃と蔦走（1960年、新東宝）
- 恋愛ズバリ講座（1961年、新東宝）
- セクシー地帯（1961年、新東宝）
- 女王蜂の逆襲（1961年、新東宝）
- 火線地帯（1961年、新東宝）
- 南郷次郎探偵帖・影なき殺人者（1961年、新東宝）
- 飼育（1961年、大宝）
- 権九郎旅日記（1961年、東映）
- 喜劇 駅前弁当（1961年、東宝）
- 俺が裁くんだ（1962年、新東宝 / 日活）
- 機動捜査班 東京午前零時（1962年、日活）
- おったまげ人魚姫（1962年、松竹）
- 暗黒街の顔役 十一人のギャング（1963年、東映）
- 用心棒市場（1963年、東映）
- ならず者（1964年、東映）
- 暗黒街大通り（1964年、東映）
- 三匹の侍（1964年、松竹）
- いれずみ突撃隊（1964年、東映）
- 続 網走番外地（1965年、東映）
- 日本ゼロ地帯 夜を狙え（1966年、松竹）
- 沓掛時次郎 遊侠一匹（1966年、東映）
- 女犯破戒（1966年、東映）
- 網走番外地 荒野の対決（1966年、東映）
- 骨までしゃぶる（1966年、東映）
- 大悪党作戦（1966年、松竹）
- 網走番外地 南国の対決（1966年、東映）
- 網走番外地 決斗零下30度（1967年、東映）
- 網走番外地 悪への挑戦（1967年、東映）
- 喜劇急行列車 (1967年、東映)
- 徳川女系図（1968年、東映）
- 温泉あんま芸者（1968年、東映）
- 白昼堂々（1968年、松竹）
- 謝国権「愛」より （秘）性と生活（1969年、東映）
- 不良番長 猪の鹿お蝶（1969年、東映）
- 不良番長 送り狼（1969年、東映）
- 夜遊びの帝王（1970年、東映）
- 経験（1970年、東映）
- 不良番長 暴走バギー団（1970年、東映）
- 未亡人ごろしの帝王（1971年、東映）
- ずべ公番長 はまぐれ数え唄（1971年、東映）
- セックス喜劇 鼻血ブー（1971年、東映）
- 温泉みみず芸者（1971年、東映）
- コント55号とミーコの絶体絶命（1971年、松竹）
- 現代ポルノ伝 先天性淫婦（1971年、東映）
- ポルノの帝王 失神トルコ風呂（1972年、東映）
- 徳川セックス禁止令 色情大名（1972年、東映）
- ゾロ目の三兄弟（1972年、東映）
- 温泉スッポン芸者（1972年、東映）
- 女番長ゲリラ（1972年、東映）
- 女囚701号/さそり（1972年、東映）
- 恐怖女子高校 女暴力教室（1972年、東映）
- エロ将軍と二十一人の愛妾（1972年、東映）
- 女番長（1973年、東映）
- 不良姐御伝 猪の鹿お蝶 （1973年、東映）
- 恐怖女子高校 暴行リンチ教室（1973年、東映）
- 狂走セックス族（1973年、東映）
- 恐怖女子高校 不良悶絶グループ（1973年、東映）
- 聖獣学園（1974年、東映）
- 0課の女 赤い手錠（1974年、東映）
- 従軍慰安婦（1974年、東映）
- トラック野郎・爆走一番星（1975年、東映）
- 東京ふんどし芸者（1975年、東映）
- お祭り野郎 魚河岸の兄弟分（1976年、東映）
- 西陣心中（1977年、ATG）

### テレビドラマ
- 恐怖のミイラ（1961年、NTV）
- 風の視線（1962年、NET）
- 三匹の侍（1963年 - 1964年、CX）
  - 第2話「剣法無頼」（1963年）
  - 第16話「白刃無情」（1964年）
- あるぷす大将（1964年 - 1965年、12ch）
- 特別機動捜査隊 （NET / 東映）
  - 第178話「奇妙な女」（1965年）
  - 第521話「ある沖縄の女」（1971年） - 瑞枝
  - 第672話「俺の殺した女」（1974年） - 栗島加寿子
  - 第742話「競馬人生」（1976年） - 和歌子
  - 第756話「悪魔の暴走」（1976年） - 小坂景子
  - 第800話「あヽ夫婦」（1977年） ｰ 平松路子
- 白い巨塔（1967年、NET / 東映）
- 銭形平次（CX / 東映） 
  - 第73話「首なし仏」（1967年）
  - 第229話「負けるな母ちゃん」（1970年）
- 素浪人 月影兵庫 第2シリーズ 第36話「父よあなたは弱かった」（1967年、NET / 東映） - お艶
- 大奥 第35話「十八番目の御側室」・第36話「涙の馬子唄」（1968年、KTV / 東映） - お蝶の方
- 素浪人 花山大吉（NET / 東映）
  - 第2話「やっぱりふざけた仲だった」（1969年）
  - 第48話「佛を背負ってモメていた」（1969年） - お徳
- プレイガールシリーズ（12ch / 東映）
  - プレイガール
    - 第58話「女一匹恋狂い」（1970年） - 戸田京子
    - 第75話「男殺し裸の牝猫」（1970年） - にな子
    - 第79話「スリラー・浴室の死美人」（1970年） - 葉子
    - 第86話「生きていた花嫁」（1970年） - 花江
    - 第87話「女命の預け方」（1970年） - 雅代
    - 第92話「女は裸でグァム島航路」（1971年）
    - 第100話「夢のグァム島殺人事件」（1971年） - 麻子
    - 第211話「亭主の殺し方教えます」（1973年） - 弓削富子
    - 第257話「女が男を寝かすとき」（1974年） - 立花利枝
    - 第261話「トルコ風呂殺人事件」（1974年） - 中沢道代

  - プレイガールQ
    - 第60話「聖夜に燃える熱い肌」（1975年） - 由加
    - 第70話「裸の花嫁地獄行き」（1976年） - 板垣政江
- キイハンター（TBS / 東映）
  - 第149話「それ行け! がい骨強盗団」（1971年）
  - 第241話「喜劇 おへそ特攻隊」（1972年）
- 半七捕物帳 第26話「天狗さわぎ」（1972年、NET / 東映）
- 忍法かげろう斬り 第20話「くノ一と大盗賊」（1972年、KTV / 東映） - お万
- 荒野の素浪人 第2シリーズ 第8話「野良犬無残」（1974年、NET / 三船プロ）
- ふりむくな鶴吉 第28話「奴女郎」（1975年、NHK） - お時
- Gメン'75 第6話「コルト自動拳銃1911A1」（1975年、TBS / 東映） - スナックのママ
- 非情のライセンス 第2シリーズ 第70話「兇悪の秘め事」（1976年、NET / 東映） - 入舟の女将
- 必殺仕業人 第8話「あんたこの五百両どう思う」（1976年、ABC / 松竹） - 楓
- ぐるぐるメダマン 第21話「それ行け！お化けの運転手」（1976年、12ch / 東映） - 山田良江
- 横溝正史シリーズ / 三つ首塔（1977年、MBS / 東宝） - 島原明美